# 手足口病
手足口病是一種兒童傳染病，又名發疹性水皰性口腔炎。多發生於5歲以下兒童，但成人也不乏感染的病例，可引起手、足、口腔等部位的皰疹，少數患兒可引起心肌炎、肺水腫、無菌性腦膜腦炎等併發症。受到感染的患者，通常會伴隨發燒症狀與全身倦怠不適。一兩天過後，在手、腳、口腔、舌頭、牙齦都有可能出現細小的紅點、潰瘍或水痘，甚至有少數會出現在鼠蹊部或臀部。 遭病毒感染後，病徵發展通常持續約三到六天。 而引發的局部紅疹大約會在一周後開始消失，待病毒性傷口結痂後，多數人便能自行痊癒。有時候手和腳的指甲可能在幾周後會隨著脫落，隨著時間重新長回來。極少數重症患兒童病情發展快，才導致死亡。
導致手足口病的病毒會藉由皮膚接觸、糞口傳染或飛沫的方式散播。 患者碰觸過的物品也具有傳染力。最常見引起手足口病的病毒是克沙奇病毒A16，其次是71型腸病毒。其他的克沙奇病毒和腸病毒也有可能引起手足口病。 部分帶原者會毫無症狀地攜帶病毒，並感染其他患者。 目前手足口病僅限在人類之間傳播。大多數觀察患者臨床症狀即可診斷，偶爾需要採喉嚨分泌物或糞便做為樣本，查驗病毒的存在。
有效地洗手有助於避免疾病傳播，受到感染的患者應在家休息，避免出現在公司、安親班和學校，以免傳染給他人。目前針對此疾病的抗病毒藥物或疫苗都還在開發中。大多數的患者都無須特殊治療。 必要時可以給予解熱鎮痛的藥物或口內膏。 對於少數無法正常進食的孩子，才會給予靜脈輸液。 很少會演變成病毒性腦膜炎或是腦炎。
手足口病在世界各地都會發生。通常會在育幼院或幼稚園發生小型的群聚感染。1997年在馬來西亞、1998年在台灣、2009年在中國大陸都曾引起大規模疫情。疫情往往發生在冬天以外的季節。患者往往是小於五歲的幼童，少數成人也會有被感染的可能。 和口蹄疫感染家畜不同，手足口病只會感染人類。1957年新西兰首次报道该病，1959年提出手足口病命名。

## 疫情爆发

### 中华人民共和国疫情爆发
2008年春季，中国大陆曾爆发EV71型病毒疫情，造成超过40名儿童死亡，染病者逾万。中国卫生部在5月3日凌晨紧急发布《手足口病预防控制指南》，并即时把手足口病纳入丙类传染病管理。最先爆发的安徽阜阳涉嫌隐瞒疫情，引起民众广泛不满。

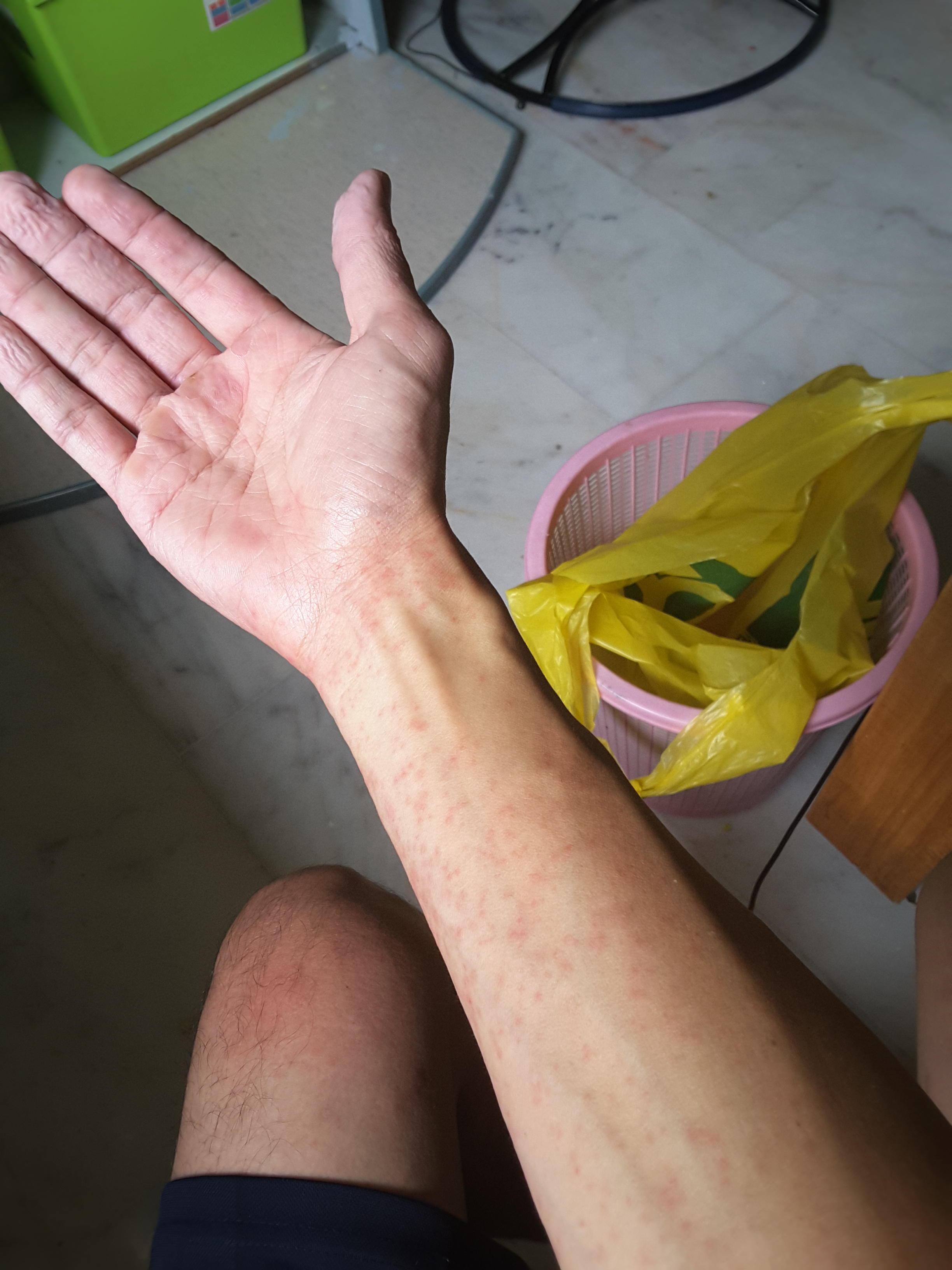
36岁的亚洲患者患有手足口病。

2009年1月1日至3月26日，中国大陆除西藏外，30个省区共报告手足口病例41846例，其中重症94例，死亡病例18例。截止4月7日，卫生部公布的手足口病病例猛增至115618人，其中773人情况严重，死亡病例已逾50人。疫情重灾区之一的河南省民权县故意漏报隐瞒疫情，多名卫生官员受到撤职或行政处分。
手足口病在稍微罕见的情况下也会传染给成年人。

## 治療方法
手足口病是一种自限性疾病，一周左右会自行痊愈，通常情况下无需治疗。目前对于手足口病也没有特效性治疗手段，通常的治疗仅关注于缓减症状。少数患者可能会出现罕见的神经系统并发症，如脑膜发炎，或急性弛缓性麻痹，需要住院治疗。
西醫治療手足口病：
1. 支持性療法：包括退燒、臥床休息、預防與治療脫水，口腔與喉嚨痛時宜進食軟質或流質飲食。對於極少數有併發症之病人，則採對症療法，如：腦膜炎需要降腦壓藥物，心肌炎需要積極及嚴密的觀察與治療。
2. 免疫球蛋白注射：針對中樞神經系統及上述重症感染之幼兒，須由醫師審慎評估病童的臨床症狀以後使用。